# Grand Prix Lille Métropole
Le Grand Prix Lille Métropole ou cyclo-cross de Roubaix est une compétition de cyclo-cross organisée en janvier depuis 2006 au vélodrome André-Pétrieux par le Vélo-Club de Roubaix Lille Métropole. Depuis la saison 2008-2009, c'est l'une des manches de la coupe du monde de cyclo-cross.

## Palmarès

### Hommes élites

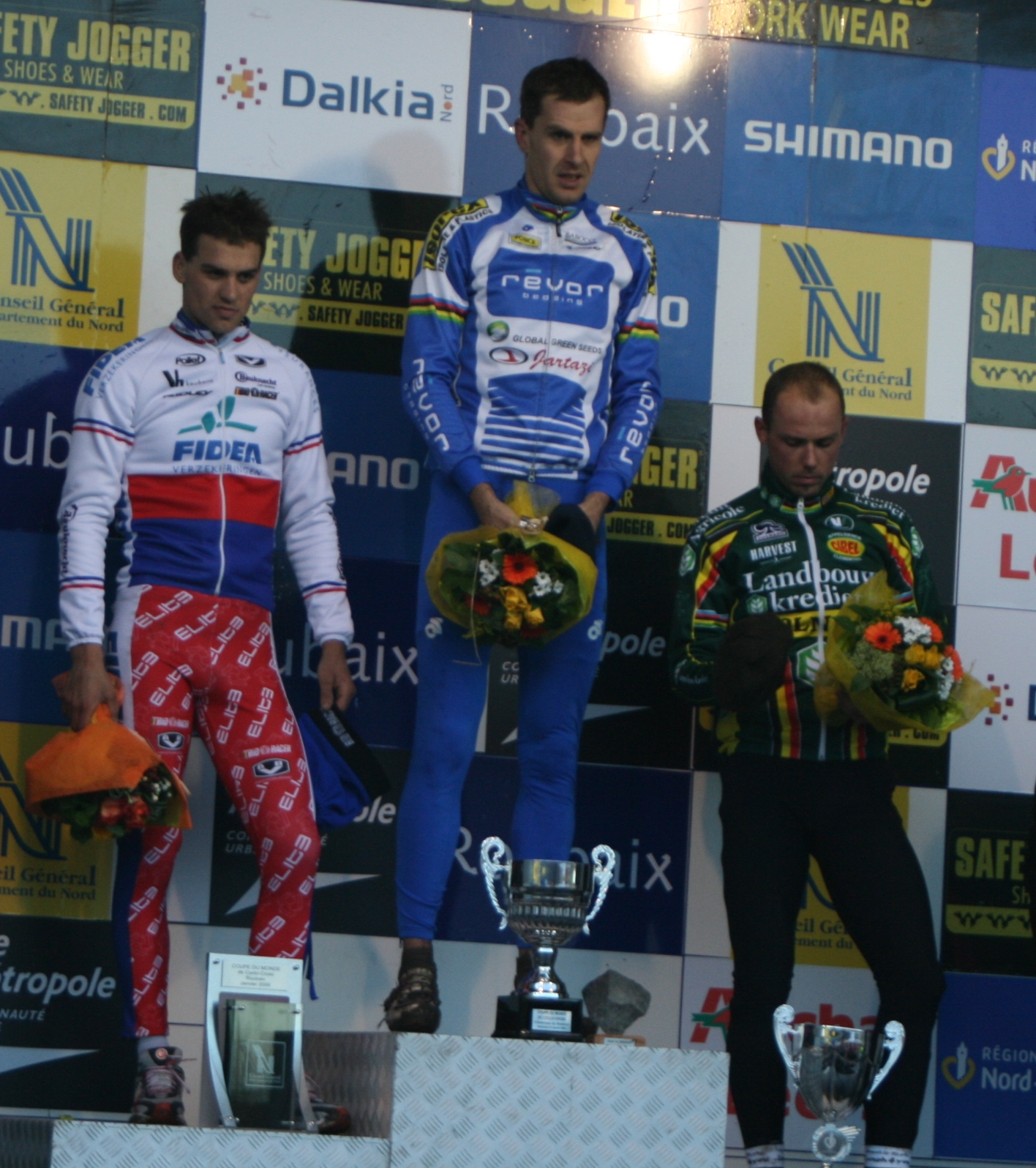
Podium de la course masculine en 2009

| Année | Vainqueur       | Deuxième         | Troisième           |
| ----- | --------------- | ---------------- | ------------------- |
| 2006  | Erwin Vervecken | John Gadret      | Gerben de Knegt     |
| 2007  | Gerben de Knegt | Erwin Vervecken  | John Gadret         |
| 2008  | Erwin Vervecken | John Gadret      | Radomír Šimůnek jr. |
| 2009  | Erwin Vervecken | Zdeněk Štybar    | Sven Nys            |
| 2010  | Zdeněk Štybar   | Klaas Vantornout | Sven Nys            |
| 2011  | non-disputé     |                  |                     |
| 2012  | Sven Nys        | Kevin Pauwels    | Niels Albert        |

### Femmes élites

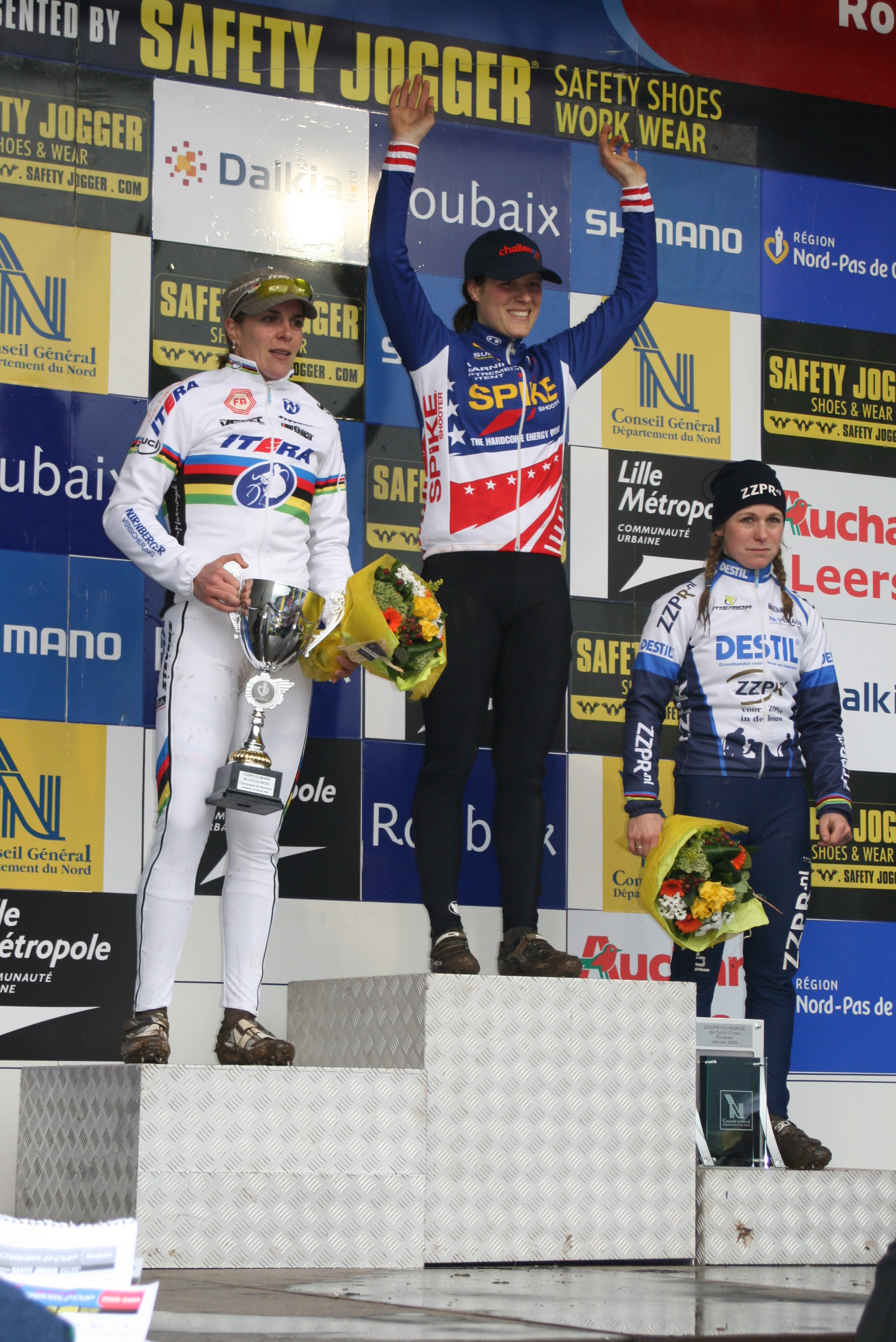
Podium de la course féminine en 2009

| Année | Vainqueur         | Deuxième          | Troisième            |
| ----- | ----------------- | ----------------- | -------------------- |
| 2009  | Katherine Compton | Hanka Kupfernagel | Daphny van den Brand |
| 2010  | Kateřina Nash     | Hanka Kupfernagel | Marianne Vos         |
| 2011  | non-disputé       |                   |                      |
| 2012  | Katherine Compton | Sanne van Paassen | Jasmin Achermann     |

### Hommes espoirs
| Année     | Vainqueur         | Deuxième       | Troisième      |
| --------- | ----------------- | -------------- | -------------- |
| 2009      | Philipp Walsleben | Aurélien Duval | Ondřej Bambula |
| 2010      | Tom Meeusen       | Róbert Gavenda | Tijmen Eising  |
| 2011-2012 | non-disputé       |                |                |

### Hommes juniors
| Année     | Vainqueur          | Deuxième         | Troisième       |
| --------- | ------------------ | ---------------- | --------------- |
| 2008      | Marek Konwa        | Anthony Cailleau | Jules Chabanon  |
| 2009      | Tijmen Eising      | Wietse Bosmans   | Zach McDonald   |
| 2010      | David van der Poel | Émilien Viennet  | Gert-Jan Bosman |
| 2011-2012 | non-disputé        |                  |                 |